# Glaphyropyga aristata
Glaphyropyga aristata là một loài ruồi trong họ Asilidae. Glaphyropyga aristata được Carrera miêu tả năm 1950. Loài này phân bố ở vùng Tân nhiệt đới.